# Индонезийско-саудовские отношения
Индонезийско-саудовские отношения (арабский: العلاقات السعودية الإندونسية, индонезийский: Hubungan Indonesia dengan Arab Saudi) — двусторонние дипломатические отношения между Индонезией и Саудовской Аравией.
Важным фактором значимости отношений для обеих сторон служит то, что Саудовская Аравия является родиной ислама, на территории которой располагаются основные мусульманские святыни, а в Индонезии проживает самое большое в мире мусульманское население (230 000 000), причём в обоих государствах мусульмане составляют абсолютное большинство граждан. Экономические и торговые отношения также особенно важны, особенно в нефтяном (энергетическом) и кадровом секторах (рабочие-мигранты). У Саудовской Аравии есть посольство в Джакарте, в то время как у Индонезии есть посольство в Эр-Рияде и консульство в Джидде. Обе страны являются членами Организации исламского сотрудничества и Большой двадцатки.

## История

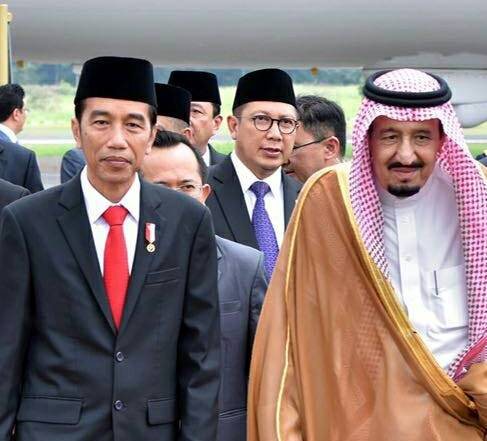
Президент Индонезии Джоко Видодо с королём Саудовской Аравии Салманом в 2017 году

Исторической связью между Индонезией и Саудовской Аравией был ислам. Многочисленные мусульманские торговцы и улемы прибыли на индонезийский архипелаг из арабского мира во время прихода ислама в 13 веке. С начала 20 века индонезийские мусульмане совершили хадж в Мекку. Как страна с наибольшим мусульманским населением, Индонезия отправляет наибольшее количество паломников хаджа среди мусульманских стран. Официальные дипломатические отношения между Индонезией и Саудовской Аравией были установлены в 1950 году.
Обе страны подписали соглашение о сотрудничестве в области обороны в конце января 2014 года. Соглашение в основном охватывает подготовку сил и борьбу с терроризмом.
Саудовско-индонезийская сторона установила лучшие отношения при администрации Джоко Видодо, когда президент был награждён орденом Абдель Азиза Аль Сауда в 2015 году властями Саудовской Аравии, и многие члены семьи Саудовского королевства были приглашены приехать в Индонезию и провести долгий отпуск в Бали в марте 2017 года.

## Торговля
В 2008 году объём двусторонней торговли достиг почти 6 миллиардов долларов США. Из-за экспорта нефти и газа торговый баланс в значительной степени благоприятствует Саудовской Аравии, в то время как Индонезия в основном экспортирует фанеру, текстиль, одежду, пальмовое масло, бумагу и шины.

## Трудящиеся-мигранты и нарушения прав человека
Саудовская Аравия является основным работодателем для тысячи индонезийских рабочих, в основном в домашнем хозяйстве в качестве домработниц. По состоянию на 2009 год в Саудовской Аравии работает около 1 миллиона индонезийских рабочих. Тем не менее, есть сообщения о злоупотреблениях индонезийских трудящихся-мигрантов со стороны их работодателей из Саудовской Аравии. Есть сообщения о физических злоупотреблениях, и некоторые из них привели к гибели индонезийских горничных. Есть сообщения о физических злоупотреблениях, и некоторые из них привели к гибели индонезийских горничных. В большинстве случаев правосудие не осуществлялось в Саудовской Аравии, поскольку нарушители редко подвергались наказанию, превышающему штраф. Некоторые из этих случаев привлекли внимание всего мира.
Ещё одной проблемой является количество индонезийских рабочих, приговорённых к смертной казни в Саудовской Аравии. Индонезийские горничные были арестованы по обвинению в убийстве, колдовстве и сексуальных преступлениях. В июне 2012 года около 32 домработниц в Индонезии были арестованы и приговорены к смертной казни. Несколько горничных были приговорены к смертной казни ранее.

## Дипломатические визиты
- Президент Индонезии Сукарно посетил Саудовскую Аравию в 1955 году
- Король Саудовской Аравии Фейсал посетил Индонезию с 10 по 13 июня 1970 года[8].
- Президент Индонезии Джоко Видодо посетил Саудовскую Аравию 12 сентября 2015 года[9].
- Король Саудовской Аравии Салман ибн Абдул-Азиз Аль Сауд посетил Джакарту, Богор и Бали, Индонезия, 1 марта 2017 года[4].